# Helgi Daníelsson
Helgi Valur Daníelsson, más conocido como Helgi Daníelsson, (Uppsala, 13 de julio de 1981) es un exfutbolista sueco, naturalizado islandés, que jugó de centrocampista.

## Selección nacional
Daníelsson fue internacional con la selección de fútbol de Islandia desde las categorías inferiores. Debutó con la sub-17 islandesa en 1996 y con ella jugó 15 partidos. También fue internacional sub-19 y sub-21, disputando seis partidos con la primera y 17 con la sub-21, en los que además marcó un gol, y que fue el único que anotó con su selección en todas las categorías.
Con la selección absoluta de Islandia jugó 33 partidos entre 2001 y 2014.

## Clubes
| Club                      | País       | Año       |
| ------------------------- | ---------- | --------- |
| Fylkir Reykjavík          | Islandia   | 1998      |
| Peterborough United F. C. | Inglaterra | 1998-2003 |
| Fylkir Reykjavík (cedido) | Islandia   | 2000      |
| Fylkir Reykjavík          | Islandia   | 2003-2005 |
| Östers IF                 | Suecia     | 2006-2007 |
| IF Elfsborg               | Suecia     | 2008-2009 |
| F. C. Hansa Rostock       | Alemania   | 2010      |
| AIK Fotboll               | Suecia     | 2010-2013 |
| C. F. Os Belenenses       | Portugal   | 2013-2014 |
| AGF Aarhus                | Dinamarca  | 2014-2015 |
| Fylkir Reykjavík          | Islandia   | 2018-2021 |